# Римская премия

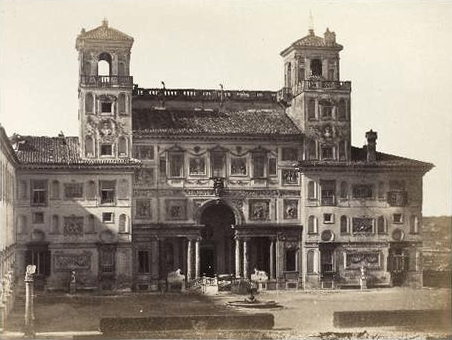
Вилла Медичи, где размещалась Французская академия в Риме, на фотоснимке 1858 года

Ри́мская пре́мия (фр. Prix de Rome) — награда в области искусства, существовавшая во Франции с 1663 по 1968 годы и присуждавшаяся художникам, гравёрам, скульпторам и архитекторам (в 1803 году была добавлена пятая номинация — композиторы). Лауреат Большой римской премии получал возможность отправиться в Рим и жить там от трёх до пяти лет за счёт патрона премии (первоначально им был король Людовик XIV).

## История

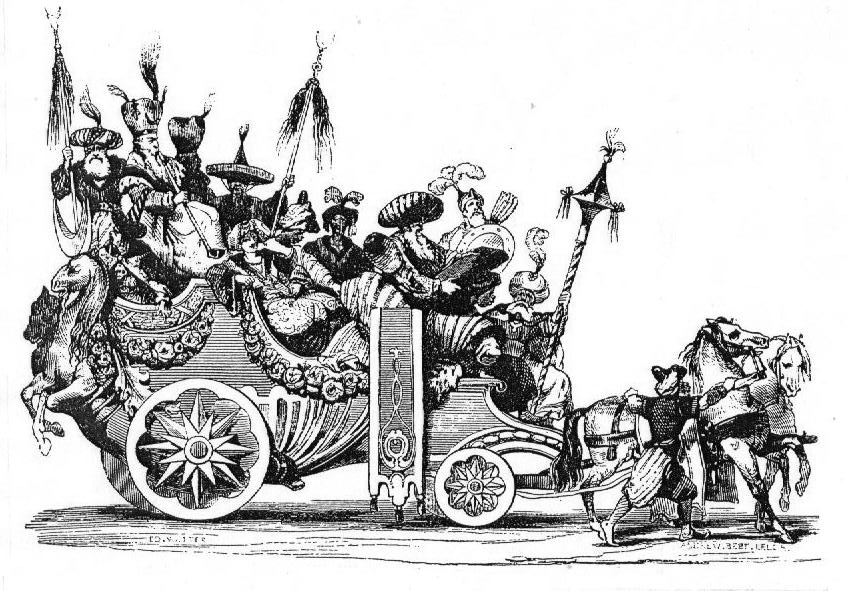
Пенсионеры Французской академии
на римском карнавале 1748 года. Гравюра по рисунку Ж.-М. Вьена. 1842

С 1666 года проживание лауреатов организовывалось специальной Французской академией в Риме, учреждённой Жаном-Батистом Кольбером и размещавшейся с 1803 года на вилле Медичи. В некоторые периоды присуждались также малые премии, позволявшие жить в Риме более короткий срок.
Самым юным лауреатом в истории Римской премии стал 16-летний композитор Эмиль Паладиль (1860), представивший на конкурс кантату «Иоанн IV».
Среди лауреатов Римской премии были такие крупные фигуры французского искусства, как художники Франсуа Буше (1720), Фрагонар (1752), Жан-Франсуа Пьер Пейрон (1773), Жак Луи Давид (1774), Шарль Персье (1784), Энгр (1801), Ришом (1806), композиторы Адольф Адан (1825), Гектор Берлиоз (1830), Шарль Гуно (1839), Жорж Бизе (1857), Эрнест Гиро (1859), Теодор Дюбуа (1861), Жюль Массне (1862), Клод Дебюсси (1884), Анри Дютийё (1938), Бернар Зерфюс (1939). В то же время подавали свои работы на соискание премии и были отвергнуты такие выдающиеся авторы, как Антуан Ватто (1709), Эжен Делакруа, Камиль Сен-Санс, Эдуар Мане и Эдгар Дега. Кандидатура Гектора Берлиоза была отвергнута три раза, прежде, чем он получил премию в 1830 году. Другой композитор, Морис Равель был отвергнут четыре раза, и последнее, четвёртое решение, принятое Музыкальным советом Академии искусств в 1905 году, привело к так называемому «скандальному делу Равеля», попавшему на первые страницы парижских газет. В состав жюри Римской премии входили композиторы-академисты Ксавье Леру, Жюль Массне, Эмиль Паладиль, Эрнест Рейер, Шарль Леневе и сам директор консерватории Теодор Дюбуа, что вскоре и привело к смене всего руководства Парижской консерватории, ответственной за конкурсный отбор лауреатов.

### Падение престижа
После Первой мировой войны престиж Римской премии очень сильно упал. В конце концов она превратилась в простой придаток академической системы образования, упорно противостоявшей всему живому и новому в музыкальном и изобразительном искусстве. В передовых кругах художников и музыкантов Римская премия стала синонимом ретроградности и консерватизма. В начале 1920-х годов один из постоянных лидеров музыкального авангарда, композитор Эрик Сати писал об этом хотя и несколько иронически, но вполне определённо:

«…Многие до сих пор наивно верят в превосходство всякого римского лауреата над прочими „маленькими людьми“.

Не нужно ошибаться по таким мелочам. Вовсе нет!.. — я говорю вам, он такой же, ни лучший, ни худший. Он в точности такой же, как и они… Да-да.

Я не думаю, что ошибусь, если приведу здесь (очень выборочно) список музыкантов, когда-либо награждённых Римской Премией, самых замечательных в минувшем столетии: Берлиоз, Гуно, Бизе, Массне и Дебюсси. Кажется, это им не очень сильно помешало… 

Напротив того, Франк, Д’Энди, Лало, Шабрие и Шоссон не были лауреатами Института: они — очевидные „любители“. И это им тоже не очень помешало…

Художники, благодаря Мане, Сезанну, Пикассо, Дерену, Браку и другим, куда быстрее освободились от своих наихудших закостеневших традиций. <…> А у литераторов вовсе нет Римской премии: они счастливы более всех на этом свете». — (Эрик Сати, «Происхождение Просвещения», Париж, июнь 1922)

### Трансформация в конкурсы творческих профессий
В 1968 году, по инициативе занимавшего в это время пост министра культуры Франции Андре Мальро, Римская премия в её традиционном виде была закрыта. Вместо неё проводится целый ряд разнообразных отборочных конкурсов среди представителей разных творческих профессий, вплоть до писателей и поваров, и победители этих конкурсов получают гранты на проживание в Риме на срок до двух лет.

## Другие лауреаты премии
- Жан-Жак Каффиери — 1748, французский скульптор.
- Иосиф-Бенуа Савье — 1771, фламандский живописец.
- Жак Луи Давид — 1775, фламандский живописец.
- Людовик Амвросий Дюбю — 1779, французский архитектор.
- Мишель Мартен Дроллинг — 1810, французский живописец.
- Тилеман Франциск Сюйс — 1812 год, архитектор.
- Прадье, Жан Жак — 1813 год, скульптура.
- Раме, Жюль Этьенн — 1815 год, скульптура.
- Галеви, Фроманталь Жак — 1819 год, композитор.
- Жак Раймон Браскасса — 1825 год, французский живописец.
- Элуа Фирмин-Ферон — 1826 год, французский художник.
- Эрнст Эбер — 1839 год, живописец.
- Пьер-Жюль Кавелье — 1842 год, скульптура.
- Леневё, Жюль Эжен — 1847 год, художник.
- Жюль Лоран Дюпрато — 1848 год, композитор.
- Адольф Вильям Бугро и Поль Бодри — 1850 год, французские художники.
- Анри-Пьер Пику — 1853, французский художник.
- Эмиль Пессар — 1866, французский композитор.
- Вальтнер, Шарль Альбер — 1868, французский гравёр.
- Мариус Жан Антонин Мерсье — 1868, французский скульптор.
- Мерсон, Люк-Оливье 1869 год, французский художник.
- Марешаль, Анри 1870 год, французский композитор.
- Жан-Антуан Энжальбер — 1874 год, французский скульптор.
- Шарль-Амабль Ленуар — французский художник (1889, 1890).
- Огюст Леру — французский художник (1894).
- Слёйтерс, Ян — 1904 год, голландский живописец.
- Жиро, Пьер Франсуа Эжен — гравёр.
- Альсидес Аргедас — 1935, боливийский писатель, эссеист.
- Петер Дреер — 1965 год, немецкий художник и график.
- Ру, Констан (1865—1942) — скульптор.
- Ульман, Бенжамен (Веньямин; 1829—1884) — французский художник (1855).

## В других странах
В 1807 году Людовик Бонапарт учредил в Голландском королевстве премию по такому же образцу, вручавшуюся в течение трёх лет (до его отречения от престола); в 1817 году король пришедшего на смену Голландскому королевству Объединённого королевства Нидерландов Виллем I переучредил нидерландскую Римскую премию, от которой после Бельгийской революции 1830 года отделилась бельгийская Римская премия.